# Komercijalna Banka Skopje
Komercijalna Banka Skopje (code MBI 10 : KMB) est une banque macédonienne qui a son siège social à Skopje. Elle entre dans la composition du MBI 10, l'indice principal de la Bourse macédonienne.

## Histoire
La banque a été créée en 1955 en tant que « banque communale de Skopje » (Komunalna banka Skopje). Elle était spécialisée dans l'accord de prêts immobiliers et dans le financement de constructions. En 1966, elle devient une véritable banque et elle est rebaptisée en « Komercijalno-Investiciona Banka Skopje ». En 1971, elle fusionne avec les deux autres grandes banques macédoniennes et reçoit son nom actuel. En 1990, la banque est la première entreprise macédonienne à être privatisée.